# Ліван після громадянської війни
У жовтні 1990 президент Храуї узгодив в Дамаску з сирійським лідером Х.Асадом «план безпеки» в Лівані. Він передбачав відновлення ліванської армії, здатної контролювати всю територію країни, розпуск озброєних формувань і здачу ними зброї, а також формування нового уряду. Лідери ополчень, з деякими обмовками, дали згоду на розпуск своїх частин. У жовтні–листопаді 1990 за іранським і сирійським посередництвом домовилися про припинення міжусобної війни «Амаль» і «Хезболла». У грудні останні частини християнських ополчень були виведені з Бейрута. У тому ж місяці був створений новий уряд «національної єдності» на чолі з Омаром Караме (братом Р. Караме) за участю рівного числа християнських і мусульманських представників. У нього були включені міністри від «Катаїб» і ЛС, лідер друзів В. Джумблат, голова «Амаль» Н. Беррі, Е. Хобейка, християнський лідер Мішель Мурр і інші провідні політики. Проте в реальності більшість членів бойкотували роботу кабінету.

Відповідно до рішення уряду, протягом 1991 року було роззброєно більшість озброєних формувань різних рухів і партій. Уряд призначив 40 нових депутатів парламенту, в якому тепер було рівне число християн і мусульман. У травні 1991 президенти Сирії і Лівану підписали в Дамаску «договір про братерство і координацію». Він зустрів різкі заперечення з боку частини християн; колишній президент А. Жмайєль навіть заявив, що Ліван перестав бути незалежною державою і перетворився на «сирійську провінцію». У липні (після чотириденних боїв в Сайді) була укладена мирна угода між урядом Лівану і ОВП: палестинці зобов'язалися здати всю важку зброю в обмін на гарантії громадянських прав для 350 тис. біженців. Почалося звільнення західних заручників, викрадених екстремістськими угрупуваннями. Напруженість зберігалася тільки на півдні країни, де відбувалися нальоти «Хізбалли» і палестинців на Ізраїль і «Армію Південного Лівану», і у відповідь рейди ізраїльтян.
У травні 1992 уряд О. Караме пішов у відставку після чотириденного загального страйку, організованого профспілками на знак протесту проти важкого економічного стану. Страйк супроводжувалася важкими зіткненнями між робітниками і силами безпеки. Новий кабінет Рашида Сольха включав по 12 міністрів від християн і мусульман. Пости одержали Н. Беррі, В. Джумблат, Е. Хобейка, М. Мурр і лідер «Катаїб» Жорж Сааде. Проте в липні послідував новий загальний страйк.
У серпні – вересні 1992 ліванська влада із узгодженням з Сирією провела парламентські вибори по новій системі. Більшість християнських партій (зокрема, «Катаїб», Партія Ліванських сил, Національний блок, НЛП, прихильники М. Ауна і ін.) призвали до їхнього бойкоту. Ці партії протестували проти проведення виборів до виведення сирійських військ з Бейруту і його околиць, що, за їх оцінкою, суперечило умовам Таїфських угод. Хоча в голосуванні взяло участь лише меншина християнських виборців, вибори були визнані. Успіх на них супроводжував «Амаль», «Хізбаллу», прихильників В. Джумблата, С. Хосса і Караме. У християнському лагері перемога дісталася прихильникам Сулеймана Франж’є (онука С. Франж’є), а також прихильникам президента.

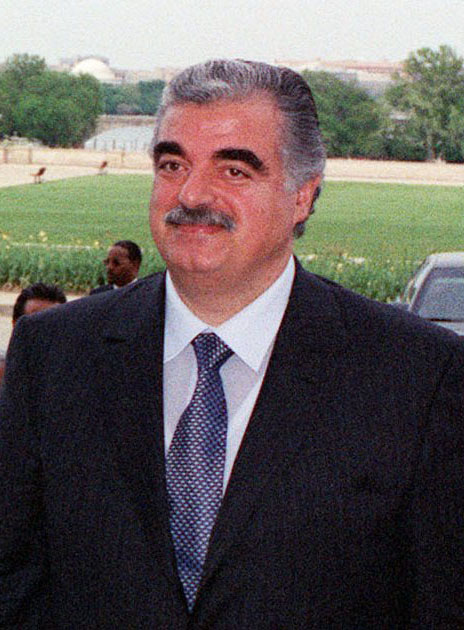
Рафік Харірі, прем'єр-міністр Лівану з 1992 по 1998 і з 2000 по 2004 роки

Парламент вибрав прем'єр-міністром мільярдера Рафіка Харірі, який сформував кабінет за участю 15 мусульман і 15 християн. Важливі міністерські пости одержали Е. Хобейка, Т. С. Франж’є і В. Джумблат. «Хізбалла» залишилася в опозиції. Новий уряд встановив контроль над більшою частиною зони, яка раніше знаходилася під контролем «Хізбалли», зміг одержати кредит від МВФ у розмірі 175 млн доларів, а також кредити і допомогу від Італії, ЄС, арабських країн і ліванських емігрантів на загальну суму в 1 млрд доларів. Але незабаром у 1993 керівництво країни зіткнулося з серйозними проблемами. Одна з них полягала в продовженні протиборства на півдні країни між ліванськими ісламістами і палестинцями, з одного боку, і Ізраїлем, з іншого.
Після численних нападів на ізраїльську територію і Армію Південного Лівану Ізраїль завдав в липні 1993 удару по базах «Хізбалли» і Народного фронту звільнення Палестини по всій території країни, що викликало не тільки численні жертви, але і втечу майже 300 тис. чоловік. Крупні нальоти ізраїльської авіації на бази «Хізбалли» відбувалися в 1994 і 1995. Ісламісти відповідали ракетними обстрілами Ізраїлю. У квітні 1996 ізраїльські війська здійснили нову крупну каральну операцію в Лівані «Плоди гніву», в результаті якої близько 400 тис. чоловік втекли в північні райони країни. Після резолюції Ради безпеки ООН за американським і міжнародним посередництвом була досягнута угода про припинення вогню між Ізраїлем, Сирією і Ліваном. Періодично відбувалися спалахи насильства: зіткнення між різними палестинські угрупуваннями (почало 1993), між демонстрантами «Хізбалла» і силами безпеки (вересень 1993), вибухи бомб в штаб-квартирі «Катаїб» (грудень 1993) і в маронітській церкві в Зук-Михайлі (лютий 1994). Уряд заборонив в 1993 проведення масових демонстрацій. Прагнучи впоратися з хвилею терористичних актів, уряд і парламент вирішили в березні 1994 відновити дію смертної страти за навмисне вбивство. У тому ж місяці було оголошено про заборону Партії Ліванських сил, а в квітні влади заарештували її лідера С. Жажа, звинувативши його в причетності до вибуху в церкві і до вбивства в 1990 лідера НЛП Дані Шамуна. У червні 1995 Жажа і 6 його прихильників були засуджені до довічного ув'язнення.
Положення кабінету Харірі, якому вдалося домогтись перших успіхів у справі економічного відновлення, ставало все хисткішим через гостру боротьбу за владу між президентом, прем'єр-міністром і головою парламенту Н. Берри. У травні 1994 Харірі оголосив, що він припиняє виконувати обов'язки глави уряду; кризу вдалося врегулювати тільки після втручання сирійського президента. У грудні 1994 ряд міністрів звинуватив прем'єра в економічних махінаціях, той подав у відставку, і ситуацію знов вирішила Сирія. У травні 1995 виявилось, що більше половини членів кабінету заперечує проти економічної політики прем'єр-міністра. Харірі знову оголосив про свою відставку, але зміг заручитися підтримкою в парламенті. Він сформував новий кабінет, з якого були виведені деякі з його провідних критиків (зокрема, Т. С. Франж’є). Уряд підвищив ціни на бензин на 38%, збільшив податки і т.д. На знак протесту профспілки провели в липні 1995 загальний страйк, який супроводжувався зіткненнями з силами безпеки.
У жовтні 1995 парламент Лівану, відповідно до побажань Сирії, продовжив повноваження президента Храуї ще на 3 роки. У серпні-вересні 1996 були проведені другі після закінчення громадянської війни парламентські вибори. Вони не призвели до істотної зміни в розстановці політичних сил. У Бейруті перемога дісталася списку прихильників Р. Харірі («Бейрутське рішення»), на Півдні і в Бекаа – «Амаль» і «Хізбаллі», в гірському Лівані – прихильникам Джумблата, на півночі – списку Т. С. Франж’є і О. Караме. «Катаїб», частина якої відмовилася від бойкоту виборів, не змогла провести жодного кандидата до парламенту. Прем'єр-міністр Харірі утримався у влади. Але йому довелося знову зіткнутися з опозицією, звинуваченнями в корупції і протестами профспілок. У 1997 «Хізбалла» призвала населення до громадянської непокори і відмови платити податки, а також організувала марш протесту на Бейрут. Не зважаючи на те, що в грудні 1996 країни-кредитори домовилися про надання Лівану кредиту на відновлення у розмірі 3,2 млрд доларів, економічний стан країни залишався хистким. Тим не менш уряд Харірі вважали найпопулярнішим за останні 10 років.

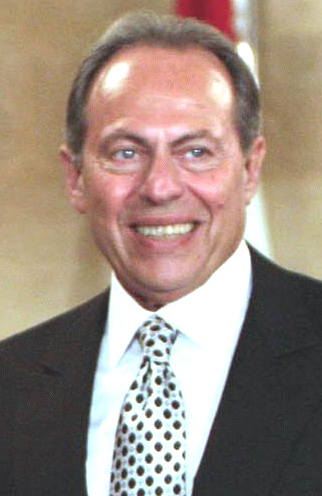
Еміль Лахуд, президент Лівану з 1998 року

У 1998 парламент Лівану обрав президентом країни колишнього командуючого армією – генерала Еміля Лахуда, який спирався на підтримку Сирії. Між новим главою держави і прем'єр-міністром Харірі спалахнула гостра боротьба за владу; прем'єр звинуватив президента в порушенні конституції. У грудні 1998 Лахуд добився призначення новим прем'єр-міністром бейрутського політика С. Хосса. Сформований їм уряд включав в свій склад видних політиків М. Мурра і Т. С. Франж’є, ряд парламентаріїв і технократів. За домовленістю між президентом і прем'єр-міністром, члени партій не були представлені в кабінеті, що проголосив програму відродження економіки, оздоровлення державних фінансів і проведення адміністративної реформи.
На початку 2000 в Південному Лівані знов спостерігалася ескалація озброєного протистояння між «Хізбаллою», з одного боку, Ізраїлем і Армією Південного Лівану, з іншого. У травні 2000 Ізраїль здійснив одностороннє виведення своїх військ з Південного Лівану. Армія Південного Лівану розпалася, її лідери на чолі з А. Лахадом емігрували. Ліванський уряд відновив свій суверенітет над колишньою «зоною безпеки».
Все більша кількість політичних лідерів Лівану була незадоволеною значним сирійським впливом в країні. З критикою гегемонії Дамаску виступав не тільки колишній президент А. Жмайєль, що повернувся до Лівану після 12-річної еміграції, але і лідер друзів, В. Джумблат. Опозицію проти просирійського президента Лахуда і призначеного ним уряду склали також колишній прем'єр-міністр Харірі, впливовий християнський політик з Півночі Т.С.Франж’є та інші.
На парламентських виборах в серпні – вересні 2000 прихильники уряду С. Хосса зазнали нищівної поразки. У Бейруті переміг список Харірі («Гідність»), в гірському Лівані – прихильники Джумблата, на півночі – список Франж’є. На Півдні країни успіх, як і раніше, супроводжував «Амаль» і «Хізбаллу». Після виборів Харірі очолив новий «уряд згоди», що одержав підтримку основних фракцій парламенту. Він пообіцяв тісно співробітничати з президентом Лахудом.
Б. Асад, що зайняв пост президента Сирії в 2000 після смерті свого батька Х. Асада, не збирався відмовлятися від контролю над Ліваном, хоч і пішов на деяке пом'якшення позиції. У 2001 з країни була виведена частина сирійських військ. Але вплив Сирії продовжував позначатися. Так, в серпні 2001 армійські служби заарештували більше 200 християнських активістів, звинувачених в «антісирійській змові» та в співпраці з Ізраїлем. В рамках обмеження опозиційної діяльності влади оголосили про введення жорсткішого контролю над засобами масової інформації. Декілька знаних журналістів зазнали переслідування через публікацію статей, в яких критикували діяльність армії.

Намагаючись скоротити розміри державного боргу, уряд Харірі використовував заходи «жорсткої економії», включаючи збільшення збирання податків і приватизацію державних підприємств. У листопаді 2002 Ліван обговорив із західними кредиторами реструктуризацію зовнішнього боргу країни. Не зважаючи на труднощі, властям вдалося в 2002 уникнути дефолту і девальвації. 15 квітня 2003 прем'єр-міністр Харірі оголосив про свою відставку, але наступного дня узяв свою заяву назад.
Економічні труднощі і жорстка політика уряду привели в 2003 до зростання соціальної напруженості. Профспілки провели загальний страйк. Страйкували викладачі Ліванського університету, студенти, виробники фруктів, сільськогосподарських продуктів і інші категорії трудящих.